# Филлипс, Найджел
Найджел Джеймс Филлипс (англ. Nigel James Phillips; род. 10 мая 1963) — британский дипломат, бывший офицер Королевских ВВС. С 2022 года — губернатор Святой Елены. Ранее являлся губернатором Фолклендских островов и комиссаром Южной Георгии и Южных Сандвичевых островов.

## Карьера
Филлипс вступил в Королевские военно-воздушные силы в 1984 году и продолжал служить на различных должностях, дослужившись до звания командора ВВС. С 1993 по 1997 год он учился в Даремском университете, получил степень магистра делового администрирования, а в 2001 году — степень магистра по оборонным исследованиям, военным, политическим и международным вопросам в Королевском колледже Лондона, где получил стипендию баклана. Поступил на службу в Агентство связи Министерства обороны Соединённого Королевства в качестве старшего офицера штаба. В 2003 году был назначен военным атташе британского посольства в Стокгольме.
В 2007 году Филлипс покинул Стокгольм, чтобы стать заместителем коменданта и командиром гарнизона в Военном колледже связи и информационных систем. Два года спустя, в 2009 году, Филлипс был назначен военным атташе в Варшаве. В 2009 году был удостоен премии «Мастер связи» Королевской школы связи.
В 2012 году прошёл обучение русскому языку в Военной академии в Оксфордшире, а в 2014 году был назначен начальником отдела стратегических исследований по России и общеевропейской политике при Министерстве обороны. В 2013 году королева Елизавета II наградила Филлипса Орденом Британской империи. В 2016 году Филлипс стал заместителем военного представителя Постоянного представителя Её Величества в Европейском союзе в Брюсселе при Министерстве обороны.
В июне 2017 года Министерство иностранных дел Соединённого Королевства объявило, что Филлипс был назначен новым губернатором Фолклендских островов и комиссаром Южной Джорджии и Южных Сандвичевых островов 12 сентября 2017 года, сменив на посту Колина Робертса.
В апреле 2022 года Форин-офис объявил о его назначении губернатором Святой Елены.

## Награды
- Орден Британской империи
- Медаль Золотого юбилея королевы Елизаветы II
- Медаль Бриллиантового юбилея королевы Елизаветы II
- Медаль Королевских ВВС за долгую и безупречную службу